# ميشيل ماييروس
ميشيل ماييروس (بالألمانية: Michel Majerus) (1967 – 2002) هو رسام لوكسمبورغي.
مزج الرسم بالوسائل الرقمية في عمله. عاش وعمل في برلين حتى وفاته في تحطم طائرة في نوفمبر 2002. 
عرض لوحاته في عدد من المعارض الفردية والجماعية في أوروبا وشمال أمريكا، واشتهر منها معرض (بوب ريلودد) في لوس أنجلس.
من لوحاته: استراحة.